# 佐賀県立鹿島高等学校
佐賀県立鹿島高等学校（さがけんりつ かしまこうとうがっこう, Saga Prefectural Kashima High School）は佐賀県鹿島市大字高津原に所在する公立の高等学校。
同窓会名は「鹿城（ろくじょう）会」。

## 概要
歴史
1896年（明治29年）設立の佐賀県尋常中学校鹿島分校（旧制、後の第二中学校、鹿島中学校）を前身とし、2006年（平成18年）に創立110周年を迎えた。2018年（平成30年）に佐賀県立鹿島実業高等学校と統合し、新たに開校した。
校地
旧鹿島鍋島藩の鹿島城跡で、その城門（赤門）は現在も校門として使用されている。旭ヶ岡公園に隣接する。統合後は上記の校舎を赤門学舎、隣接する鹿島実業校舎を大手門学舎の2校舎制とする。
設置課程・学科
全日制課程 3学科
- 普通科（赤門学舎）
- 商業科（大手門学舎）
- 食品調理科（大手門学舎）

校章
人間国宝の鈴田滋人によるデザインで、桜の花弁をモチーフにしている。
校歌
1955年（昭和30年）に鹿島実業が分離する前に使われた校歌が使われている。作詞が下村湖人、作曲は名倉晰。
赤門学
鹿島高等学校が展開する教育で、「赤門（＝校門・鹿島高校）で学ぶ」「赤門（先輩）に学ぶ」を意味する。
同窓会
「鹿城会」と称し、支部を福岡県、長崎県、武雄市、東京都、関西、塩田町（塩田のみ赤門会）に置く。

## 沿革

### 佐賀県立鹿島高等学校

#### 前史
- 1669年（寛文9年） - 「藩校養花堂」として創設。その後「徳譲館」、「弘文館」、「鎔造館」と改称する。
- 1878年（明治11年） - 「長崎県[注釈 2]鹿島中学校」と改称。
- 1883年（明治16年） - 長崎県から分離し、現在の佐賀県が成立。

#### 正史
旧制中学校
- 1896年（明治29年）4月 - 「佐賀県尋常中学校[注釈 3]鹿島分校」として開校[2]。これをもって創立年としている。子爵鍋島直彬から旧「鎔造館」建物器具一式を寄贈される。
- 1897年（明治30年）5月 - 同窓会「鹿城会」が発足。
- 1898年（明治31年）4月 - 「佐賀県第二尋常中学校」として分離・独立。旧鹿島城内に校舎を設置し、創立式を挙行。
- 1899年（明治32年）4月 - 「佐賀県立第二中学校」と改称。
- 1901年（明治34年）6月 - 「佐賀県立鹿島中学校」と改称[2]。

高等女学校
- 1906年（明治39年）4月 - 「北鹿島村四ケ村立組合立女学校」が開校[2]。校舎は南鹿島尋常小学校（現在の鹿島市立鹿島小学校）に併置。
- 1909年（明治42年）3月 - 「北鹿島村外四ケ村立組合立鹿島高等女学校」と改称。
- 1911年（明治44年）4月 - 「藤津郡立鹿島高等女学校」と改称。
- 1920年（大正9年）4月 - 移管により、「佐賀県立鹿島高等女学校」と改称[2]。

商農学校
- 1926年（大正15年）3月 - 「鹿島立教公民学校」が開校（のち「鹿島立教実業学校」と改称）。
- 1947年（昭和22年）3月 - 移管により、「佐賀県立鹿島農商学校」と改称。

新制高等学校
佐賀県立鹿島高等学校（旧校）
- 1948年（昭和23年）
  - 4月 - 学制改革に伴い、鹿島中学校・鹿島高等女学校・鹿島農商学校の県立3校が「佐賀県立鹿島高等学校」（現校名）に統合された[2]。下記の三部制に改組された。
    - 第一部 : 男子普通科（旧・鹿島中学校）
    - 第二部 : 女子普通科・家庭技芸科（旧・鹿島高等女学校）
    - 第三部 : 農業科・商業科（旧・鹿島農商学校）

  - 8月 - 野球部が甲子園大会に初出場。
- 1949年（昭和24年）4月 - 部制を廃止し、男女共学の総合校となる。普通科・農業科・商業科・家庭技芸科の全日制4学科、塩田分校（定時制 家庭科）を設置。
- 1953年（昭和28年）4月 - 家庭科課程および嬉野分校（定時制普通科・商業科）を設置。
- 1955年（昭和30年）4月1日 - 農業科・商業科・家庭課程と塩田分校が、佐賀県立鹿島実業高等学校として分離・独立[2]。これに伴い、鹿島高等学校は現在の体制（普通科校）となる。
- 1956年（昭和31年）4月1日 - 嬉野分校が佐賀県立嬉野高等学校（定時制）として分離・独立。創立60周年記念として校歌を制定。
- 1960年（昭和35年）8月 - 野球部が甲子園大会に2度目の出場。
- 1965年（昭和40年）- 旧制鹿島中学校第1回卒業生田中鐵三郎より、校地に隣接する生家と600坪の土地が寄贈される。
- 1966年（昭和41年）
  - この年 - 新校舎が完成。
  - 8月1日 - 山口喜久一郎により校旗が寄贈される。
  - 10月7日 - 田中鐵三郎より寄贈された生家を「田中記念館六洲荘」[広報 2]と名付け、記念碑除幕式を挙行。
- 1977年（昭和52年） - 田中記念館六洲荘を財団法人化する。
- 1979年（昭和54年）9月9日 - 同窓会館が完成。
- 1986年（昭和61年）
  - 3月10日 - 柔剣道場を新築。
  - 9月13日 - 創立90周年記念として校訓「至誠・自立・創造」を制定。
- 1995年（平成7年）4月1日 - 理数コースを設置。
- 2012年（平成24年）4月 - 理数コースの募集を停止。
- 2014年（平成26年）3月31日 - 理数コースを廃止。
- 2020年3月 - 1948年開校の佐賀県立鹿島高等学校が閉校。

### 佐賀県立鹿島高等学校
- 2018年（平成30年）4月1日 - 旧鹿島高校は赤門学舎、旧鹿島実業高校は大手門学舎として統合再編成し佐賀県立鹿島高等学校として新たに開校[2]。

## 学校行事
1学期
- 4月 - 始業式・着任式、入学式、新入生オリエンテーション（合宿）、開校記念式典、開校記念遠足（目的地は祐徳稲荷神社・和泉式部公園）
- 5月 - 1学期中間考査
- 6月 - 県高総体
- 7月 - 1学期期末考査、クラスマッチ、三者面談、夏季特課（補習）
- 8月 - 夏季休業

2学期
- 9月 - 赤門祭（1日目に文化祭、2日目に体育祭を行う）
- 10月 - 県総合文化祭、2学期中間考査、芸術鑑賞会
- 11月 - クラス読書会、牡丹餅会[注釈 4]
- 12月 - 2学期期末考査、クラスマッチ、冬季特課（補習）

3学期
- 1月 - 耐寒訓練、マラソン大会、大学入試センター試験、修学旅行（スキー研修）
- 2月 - 学年末考査
- 3月 - 卒業式

## 部活動
文化部
- 美術部
- 図書・文芸部
- 新聞部
- 演劇部（2011年（平成23年）現在休部中）
- 吹奏楽部
- 書道部
- 茶・華道部
- 写真部
- 生物部
- 天文科学部
- 家政部

体育部
- 野球部
- テニス部
- 弓道部
- 剣道部
- サッカー部
- バレーボール部
- 柔道部
- ソフトテニス部
- 水泳部
- バスケットボール部
- ダンス部（2011年（平成23年）現在休部中）
- 卓球部
- 陸上部
- レスリング部（2011年（平成23年）現在休部中）

## 著名な出身者
- 相川勝六 - 厚生大臣、厚生次官
- 本告辰二 - 大陸浪人
- 山口良忠 - 裁判官
- 山口喜久一郎 - 元衆議院議長
- 宮崎昭二 - 元プロ野球選手
- 川内八洲男 - 元プロ野球選手
- 平石直之 - テレビ朝日アナウンサー
- 今村雅弘 - 衆議院議員 - 復興大臣(第6代)
- 木原友香 - エフエム福岡アナウンサー
- 中村なぎさ - サガテレビアナウンサー
- 愛野興一郎[4] - 経済企画庁長官(第40代) - 元衆議院議員
- 江口祥一郎 - JVCケンウッド社長
- 山田全自動 - イラストレーター
- ウラケン・ボルボックス - イラストレーター、漫画家

## アクセス
最寄りの駅
JR九州長崎本線「肥前鹿島駅」
最寄りのバス停
祐徳バス 大野線・能古見線（コミュニティバスも含む）「鹿島小学校前」バス停下車（両学舎）
最寄りの道路
国道207号、鹿島バイパス（国道207号）、佐賀県道309号山浦肥前鹿島停車場線